# Chibidokuga
Chibidokuga là một chi bướm đêm thuộc họ Erebidae.